# Délai raisonnable
Le délai raisonnable fait généralement référence à un de deux principes : le délai raisonnable de jugement d'un litige et le délai raisonnable de recours.
Le délai raisonnable de jugement est notamment visé par l'article 6 de la Convention européenne des droits de l'homme (la CEDH), selon laquelle le jugement des affaires civiles et pénales par les juridictions doit intervenir dans un « délai raisonnable » compte tenu du nombre des parties, des textes invoqués, des preuves à apporter et de la complexité de l'affaire.

## Le délai raisonnable de recours

### En droit administratif français
Le « délai raisonnable » de recours est une notion qui notamment en contentieux administratif, et fait référence au laps de temps pendant lequel un recours doit être déposé contre une décision. Le « délai raisonnable » peut être imposé tantôt devant la carence des normes de droit positif (tel qu'en France avec le « délai » Czabaj, dans les cas où le délai de recours n'a pas été signifié aux intéressés, faisant échec au délai règlementaire) ou en complément d'un délai fixe (tel qu'en Angleterre).

### En droit civil québécois
En droit québécois, la notion de délai raisonnable figure dans 21 dispositions du Code civil du Québec dans un contexte où le législateur souhaite encadrer dans le temps l'exercice de certains recours ; plus précisément, le délai raisonnable est aux articles 123, 571, 1335, 1336, 1392, 1396, 1512, 1595, 1596, 1738, 1739, 1848, 1866, 2020, 2025, 2088, 2471, 2565, 2589, 2746 et 2750 de la loi

## Le délai raisonnable de jugement

### Dans la CEDH
On trouve la notion de « délai raisonnable » à l’article 5-3 de la Convention européenne des droits de l'homme : « toute personne a le droit d’être jugée dans un délai raisonnable. »
Ce concept est aussi, et surtout, mentionné à l’article 6-1 : « toute personne a droit à ce que sa cause soit entendue dans un délai raisonnable (élément du procès équitable). »
Il est enfin repris à l’article 47 de la Charte des droits fondamentaux de l’Union européenne.

### Droit canadien
Il existe un droit à être jugé dans un délai raisonnable en vertu de l'article 11b) de la Charte canadienne des droits et libertés. Ce droit est notamment concrétisé par les modalités de l'arrêt R. c. Jordan.
L'article 32.1 de la Charte des droits et libertés de la personne prévoit également que « Tout accusé a le droit d’être jugé dans un délai raisonnable ».